# Passer ammodendri
Passer ammodendri là một loài chim trong họ Passeridae. Loài này phân bố ở một số khu vực Trung Á. Với chiều dài 14–16 cm (5,5-6,3 in) và cân nặng 25-32 gram (0,88-1,1 oz), nó là một trong những con chim sẻ lớn. Cả con trống và con mái có bộ lông màu xám tố khác nhau, từ màu xám đến nâu cát, và chân màu nâu nhạt.

## Phân loài
- Passer ammodendri ammodendri
- Passer ammodendri nigricans
- Passer ammodendri stoliczkae